# Andreas Maurer (Politikwissenschaftler)

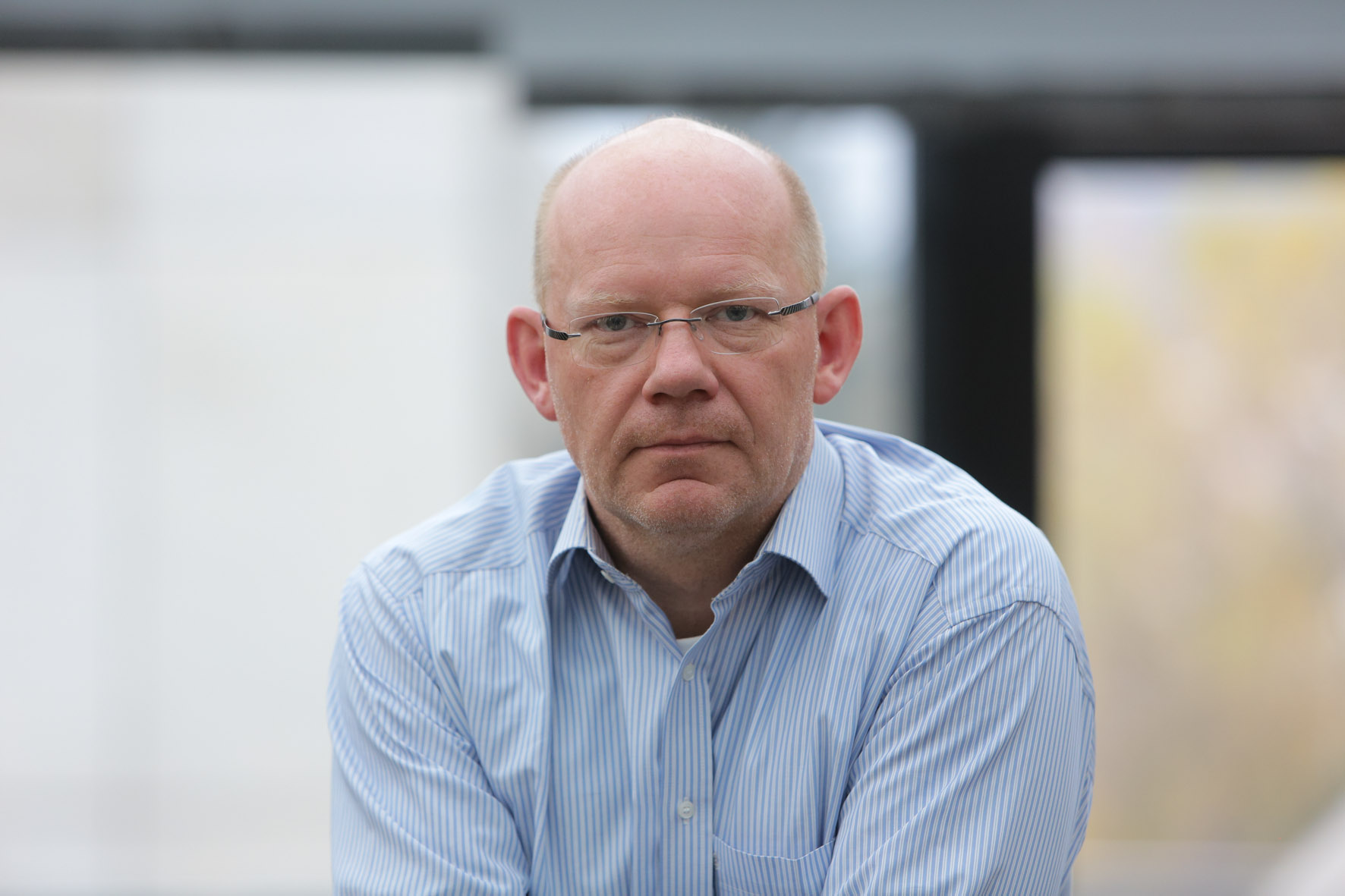
Andreas Maurer (2013)

Andreas Maurer (* 1965 in Koblenz) ist ein deutscher Politikwissenschaftler und EU-Integrationsforscher.

## Leben
Maurer studierte 1988 bis 1992 Politikwissenschaft, Soziologie, Sozialpsychologie und Rechtswissenschaft an der Johann Wolfgang Goethe-Universität Frankfurt am Main und am Institut d’études politiques de Paris sowie von 1992 bis 1993 Europäische Verwaltungswissenschaften am Europa-Kolleg Brügge. Zuvor schloss er eine Ausbildung zum Landschaftsgärtner ab und leistete von 1986 bis 1988 Friedensdienst als Freiwilliger für die Aktion Sühnezeichen im Foyer International d'Etudes Francaises, einer deutsch-französischen Studien- und Begegnungsstätte, die Ernest Jouhy 1961 gründete. Im Wintersemester 2001/2002 promovierte er mit einer Arbeit über das Europäische Parlament und die nationalen Parlamente der EU-Mitgliedstaaten an der Justus-Liebig-Universität Gießen. Die Arbeit führte unter anderem in das theoretische Konzept des Mehrebenenparlamentarismus ein.
Sie wurde von den Professoren Reimund Seidelmann und Dieter Eißel betreut.

## Wirken
Andreas Maurer ist seit 2013 Professor für Politikwissenschaft und Europäische Integration und Inhaber des Jean Monnet Chair for EU Integration Studies an der Universität Innsbruck. Zuvor arbeitete er am Jean-Monnet-Lehrstuhl des Forschungsinstituts für Politische Wissenschaft und Europäische Fragen der Universität zu Köln, am Institut für Europäische Politik und an der Stiftung Wissenschaft und Politik. Von 2003 bis 2008 leitete er deren Forschungsgruppe EU-Integration, bis 2009 die Forschungsgruppe EU-Außenbeziehungen und bis 2013 das Brüsseler Büro der SWP. Im Verlauf seiner wissenschaftlichen Tätigkeit war er mehrfach als Berater der EU-Institutionen tätig: 1996/97 für die Task Force des Europäischen Parlaments zur Regierungskonferenz des Vertrags von Amsterdam, 2002–2003 für die Arbeitsgruppen „Nationale Parlamente“ und „Subsidiarität“ des Europäischen Verfassungskonvents und 2008 für das Bureau of European Policy Advisers des Präsidenten der EU-Kommission. Zwischen 2009 und 2012 arbeitete er für den Ausschuss für Internationalen Handel im Generalsekretariat des Europäischen Parlaments als Vertragsbediensteter. Im Rahmen der Präsidentschaft des Landes Tirol in der makroregionalen Alpenraumstrategie fungierte er 2018 als Koordinationsbeauftragter der Universität Innsbruck für die wissenschaftliche Begleitung des Europäischen Zukunftstags, der Aktionsgruppe 4 „Mobilität und Verkehr“ und das Jahresforum 2018.
Im Rahmen seiner Schwerpunkte engagiert er sich u. a. im Wissenschaftlichen Direktorium des Instituts für Europäische Politik in Berlin, als Präsidiumsmitglied des Arbeitskreises Europäische Integration e. V., als Vorstandsmitglied der ECSA-Austria und als Lehrbeauftragter im Postgraduiertenstudiengang Europawissenschaften der drei Berliner Universitäten. Er ist Senior Fellow der Trans European Policy Studies Association, ERASMUS Fellow der Stiftung Wissenschaft und Politik und Mitglied des Advisory Council der Arctic Forum Foundation.

## Schwerpunkte
Schwerpunkte seiner Forschung und Lehre sind das politisch-institutionelle System der Europäischen Union, Rolle und Funktionen des Europäischen Parlaments und des Ministerrates der EU, die Handelspolitik der Europäischen Union, interinstitutionelle Beziehungen und Reformen, die Revision des europäischen Primärrechts, die politikwissenschaftliche Konzeptualisierung interinstitutioneller Abkommen und des europäischen Tertiärrechts, die Europapolitik der EU-Mitgliedstaaten sowie Theorien der europäischen Integration.

## Auszeichnungen
Maurer wurde 2003 mit dem Wissenschaftspreis des Deutschen Bundestages für seine Publikation Parlamentarische Demokratie in der Europäischen Union. Der Beitrag des Europäischen Parlaments und der nationalen Parlamente ausgezeichnet. Bei diesem Buch handelt es sich um die überarbeitete Fassung seiner Dissertation. Im Oktober 2007 erhielt er den Medienpreis des Vereins der Ausländischen Presse in Berlin.

## Schriften (Auswahl)
- The European Parliament’s right of initiative, European Parliament, Study IP/A/AFCO/2020-18, Bruxelles 2020[10]
- Die innerparlamentarische Opposition: Wie der Einzug EU-feindlicher Parteien in das Europäische Parlament den politischen Diskurs verändert. In: Andreas Grimmel (Hrsg.): Die neue Europäische Union. Zwischen Integration und Desintegration. Baden-Baden, Nomos 2020, S. 153–182.[11]
- mit Annegret Eppler (Hrsg.): Europapolitische Koordination in Österreich. Inter- und intrainstitutionelle Regelwerke, Funktionen und Dynamiken. Baden-Baden/Innsbruck 2019[12]
- Politische und rechtliche Konstitutionalisierungsprozesse – Vertragsentwicklung und Vertragssystem der EU. In: Peter Becker, Barbara Lippert (Hrsg.): Handbuch Europäische Union. Springer VS, Wiesbaden 2019, S. 1–33.[13]
- Comparing EU and EFTA Trade Agreements: Drivers, Actors, Benefits, and Costs. European Parliament, Study IP/A/INTA/2016, Brussels 2016.[14]
- Comparative Study on Access to Documents (and Confidentiality Rules) in International Trade Negotiations. European Parliament, Study IP/A/INTA/2015, Bruxelles 2015.[15]
- mit Doris Dialer und Margarethe Richter: Handbuch zum Europäischen Parlament. Baden-Baden, Nomos, 2015.[16]
- Parlamente in der EU. UTB, Stuttgart/Wien 2012[17]
- mit Daniela Kietz, Peter Slominski und Sonja Puntscher-Riekmann (Hrsg.): Interinstitutionelle Vereinbarungen der Europäischen Union. Wegbereiter der Verfassungsgebung. Nomos, Baden-Baden 2010.
- Mehrebenendemokratie und Mehrebenenparlamentarismus. Das Europäische Parlament und die nationalen Parlamente nach Lissabon. In: Stefan Kadelbach (Hrsg.): Europäische Integration und parlamentarische Demokratie (= Schriftenreihe zur Europäischen Integration und Internationalen Wirtschaftsordnung. Band 12). Baden-Baden, Nomos 2009, S. 19–58.
- mit Wolfgang Wessels und Jürgen Mittag (Hrsg.): Fifteen into one? The European Union and its member states. Manchester University Press, 2003.[18]
- Parlamentarische Demokratie in der Europäischen Union: Der Beitrag des Europäischen Parlaments und der Parlamente der Mitgliedstaaten. Nomos, Baden-Baden 2002.
- mit Ulrike Liebert und Josef Falke (Hrsg.): Postnational Constitution-Building in the Enlarged Europe. Foundations, Legitimacy, Prospects. Nomos, Baden-Baden 2005.
- mit Dietmar Nickel (Hrsg.): Das Europäische Parlament in der Sechsten Legislaturperiode., Nomos, Baden-Baden 2005.
- mit Roderick Parkes: Democracy and European Justice and Home Affairs Policies from the Cold War to September 11. In: Hans-Günter Brauch u. a. (Hrsg.): Globalization and Environmental Challenges. Hexagon Series on Human and Environmental Security and Peace. vol 3. Springer, Berlin/Heidelberg, S. 677–694.[19]
- mit Roderick Parkes und Markus Wagner: Explaining group membership in the European Parliament: the British Conservatives and the Movement for European Reform. In: Journal of European Public Policy. Band 15, Nr. 2, S. 246–262.[20]
- Die Organisation widersprüchlicher Erwartungen. Perspektiven für die deutsche EU-Ratspräsidentschaft 2007. Heft 1/2007.[21]